# Jun Wada
Jun Wada (jap. 和田 潤, Wada Jun; * 28. November 1973 in der Präfektur Chiba) ist ein ehemaliger japanischer Fußballspieler.

## Karriere
Wada erlernte das Fußballspielen in der Schulmannschaft der Funabashi High School und der Universitätsmannschaft der Senshū-Universität. Seinen ersten Vertrag unterschrieb er 1996 bei den Tokyo Gas (heute: FC Tokyo). Der Verein spielte in der zweithöchsten Liga des Landes, der J1 League. 1999 wurde er mit dem Verein Vizemeister der J2 League. Für den Verein absolvierte er 74 Spiele. Ende 1999 beendete er seine Karriere als Fußballspieler.